# NASCAR Grand National Series 1961
De NASCAR Grand National Series 1961 was het 13e seizoen van het belangrijkste NASCAR kampioenschap dat in de Verenigde Staten gehouden wordt. Het seizoen startte op 6 november 1960 met een race op de Southern States Fairgrounds en eindigde op 29 oktober 1961 op de Occoneechee Speedway. Ned Jarrett won het kampioenschap.

## Races
Top drie resultaten.
|    | Datum        | Race                       | Circuit                         | Winnaar          | Tweede           | Derde            |
| 1  | 6 november   | Race 1                     | Southern States Fairgrounds     | Joe Weatherly    | Rex White        | Lee Petty        |
| 2  | 20 november  | Race 2                     | Speedway Park                   | Lee Petty        | Tommy Irwin      | Rex White        |
| 3  | 24 februari  | Daytona 500 Qualifier #1   | Daytona International Speedway  | Fireball Roberts | Jim Paschal      | Jack Smith       |
| 4  | 24 februari  | Daytona 500 Qualifier #2   | Daytona International Speedway  | Joe Weatherly    | Marvin Panch     | Cotton Owens     |
| 5  | 26 februari  | Daytona 500                | Daytona International Speedway  | Marvin Panch     | Joe Weatherly    | Paul Goldsmith   |
| 6  | 4 maart      | Race 6                     | Piedmont Interstate Fairgrounds | Cotton Owens     | Richard Petty    | David Pearson    |
| 7  | 5 maart      | Race 7                     | Asheville-Weaverville Speedway  | Rex White        | Cotton Owens     | Ned Jarrett      |
| 8  | 12 maart     | Race 8                     | Marchbanks Speedway             | Fireball Roberts | Eddie Gray       | Danny Letner     |
| 9  | 26 maart     | Atlanta 500                | Atlanta Motor Speedway          | Bob Burdick      | Rex White        | Ralph Earnhardt  |
| 10 | 1 april      | Greenville 200             | Greenville-Pickens Speedway     | Emanuel Zervakis | Richard Petty    | Rex White        |
| 11 | 2 april      | Race 11                    | Occoneechee Speedway            | Cotton Owens     | Richard Petty    | Buck Baker       |
| 12 | 3 april      | Race 12                    | Bowman Gray Stadium             | Rex White        | Glen Wood        | Richard Petty    |
| 13 | 9 april      | Grand National 200         | Martinsville Speedway           | Fred Lorenzen    | Rex White        | Glen Wood        |
| 14 | 16 april     | Gwyn Staley 400            | North Wilkesboro Speedway       | Rex White        | Tommy Irwin      | Richard Petty    |
| 15 | 20 april     | Race 15                    | Columbia Speedway               | Cotton Owens     | Ned Jarrett      | Emanuel Zervakis |
| 16 | 22 april     | Hickory 250                | Hickory Motor Speedway          | Junior Johnson   | Buck Baker       | Rex White        |
| 17 | 23 april     | Richmond 200               | Richmond International Raceway  | Richard Petty    | Cotton Owens     | Buck Baker       |
| 18 | 30 april     | Virginia 500               | Martinsville Speedway           | Junior Johnson   | Emanuel Zervakis | Fireball Roberts |
| 19 | 6 mei        | Rebel 300                  | Darlington Raceway              | Fred Lorenzen    | Curtis Turner    | Johnny Allen     |
| 20 | 21 mei       | World 600 Qualifier #1     | Charlotte Motor Speedway        | Richard Petty    | Ralph Earnhardt  | Bob Welborn      |
| 21 | 21 mei       | World 600 Qualifier #2     | Charlotte Motor Speedway        | Joe Weatherly    | Junior Johnson   | Jack Smith       |
| 22 | 21 mei       | Race 22                    | Riverside International Raceway | Lloyd Dane       | Don Noel         | Dick Smith       |
| 23 | 27 mei       | Race 23                    | Ascot Stadium                   | Eddie Gray       | Don Noel         | Danny Weinberg   |
| 24 | 28 mei       | World 600                  | Charlotte Motor Speedway        | David Pearson    | Fireball Roberts | Rex White        |
| 25 | 2 juni       | Race 25                    | Piedmont Interstate Fairgrounds | Jim Paschal      | Cotton Owens     | Maurice Petty    |
| 26 | 4 juni       | Race 26                    | Fairgrounds Raceway             | Ned Jarrett      | Jim Paschal      | Jack Smith       |
| 27 | 8 juni       | Pickens 200                | Greenville-Pickens Speedway     | Jack Smith       | Ned Jarrett      | Emanuel Zervakis |
| 28 | 10 juni      | Myers Brothers 200         | Bowman Gray Stadium             | Rex White        | Jim Reed         | Junior Johnson   |
| 29 | 17 juni      | Yankee 500                 | Norwood Arena                   | Emanuel Zervakis | Rex White        | Ned Jarrett      |
| 30 | 23 juni      | Race 30                    | Hartsville Speedway             | Buck Baker       | Jack Smith       | Rex White        |
| 31 | 24 juni      | Race 31                    | Starkey Speedway                | Junior Johnson   | Rex White        | Jim Paschal      |
| 32 | 4 juli       | Firecracker 250            | Daytona International Speedway  | David Pearson    | Fred Lorenzen    | Jack Smith       |
| 33 | 9 juli       | Festival 250               | Atlanta Motor Speedway          | Fred Lorenzen    | Bob Welborn      | Richard Petty    |
| 34 | 20 juli      | Race 34                    | Columbia Speedway               | Cotton Owens     | Jim Paschal      | Ned Jarrett      |
| 35 | 22 juli      | Race 35                    | Rambi Raceway                   | Joe Weatherly    | Jim Paschal      | Ned Jarrett      |
| 36 | 30 juli      | Volunteer 500              | Bristol Motor Speedway          | Jack Smith       | Fireball Roberts | Ned Jarrett      |
| 37 | 6 augustus   | Nashville 500              | Music City Motorplex            | Jim Paschal      | Ned Jarrett      | Johnny Allen     |
| 38 | 9 augustus   | Race 38                    | Bowman Gray Stadium             | Rex White        | Glen Wood        | Ned Jarrett      |
| 39 | 13 augustus  | Western North Carolina 500 | Asheville-Weaverville Speedway  | Junior Johnson   | Joe Weatherly    | Rex White        |
| 40 | 18 augustus  | Race 40                    | Richmond International Raceway  | Junior Johnson   | Ned Jarrett      | Emanuel Zervakis |
| 41 | 27 augustus  | Race 41                    | South Boston Speedway           | Junior Johnson   | Jim Reed         | Ned Jarrett      |
| 42 | 4 september  | Southern 500               | Darlington Raceway              | Nelson Stacy     | Fireball Roberts | David Pearson    |
| 43 | 8 september  | Buddy Shuman 250           | Hickory Motor Speedway          | Rex White        | Jack Smith       | Buck Baker       |
| 44 | 10 september | Capital City 200           | Richmond International Raceway  | Joe Weatherly    | Junior Johnson   | Rex White        |
| 45 | 10 september | Race 45                    | California State Fairgrounds    | Eddie Gray       | Bob Ross         | Danny Weinberg   |
| 46 | 17 september | Dixie 400                  | Atlanta Motor Speedway          | David Pearson    | Junior Johnson   | Fireball Roberts |
| 47 | 24 september | Old Dominion 500           | Martinsville Speedway           | Joe Weatherly    | Rex White        | Junior Johnson   |
| 48 | 1 oktober    | Wilkes 200                 | North Wilkesboro Speedway       | Rex White        | Fireball Roberts | Richard Petty    |
| 49 | 15 oktober   | National 400               | Charlotte Motor Speedway        | Joe Weatherly    | Richard Petty    | Bob Welborn      |
| 50 | 22 oktober   | Southeastern 500           | Bristol Motor Speedway          | Joe Weatherly    | Rex White        | Nelson Stacy     |
| 51 | 28 oktober   | Race 51                    | Greenville-Pickens Speedway     | Junior Johnson   | Joe Weatherly    | Rex White        |
| 52 | 29 oktober   | Race 52                    | Occoneechee Speedway            | Joe Weatherly    | Rex White        | Ned Jarrett      |

## Eindstand - Top 10
| 1  | Ned Jarrett      | 27272 |
| 2  | Rex White        | 26442 |
| 3  | Emanuel Zervakis | 22312 |
| 4  | Joe Weatherly    | 17894 |
| 5  | Fireball Roberts | 17600 |
| 6  | Junior Johnson   | 17178 |
| 7  | Jack Smith       | 15186 |
| 8  | Richard Petty    | 14984 |
| 9  | Jim Paschal      | 13922 |
| 10 | Buck Baker       | 13746 |